# 86丁目駅 (IND8番街線)
86丁目駅（86ちょうめえき、英: 86th Street）はニューヨーク市地下鉄IND8番街線の駅である。マンハッタン区アッパー・ウエスト・サイドの86丁目とセントラル・パーク・ウエストの交差点に位置し、A系統が深夜のみ、B系統が平日23時まで、C系統が深夜を除く終日停車する。

## 駅構造
| G  | 地上階                     | 出入口 |
| B1 | 北行急行線                 | ← 通過 |
| B1 | 北行緩行線                 | ← 深夜帯：インウッド-207丁目駅行き（96丁目駅） ← 平日：ベッドフォード・パーク・ブールバード駅行き、145丁目駅行き（96丁目駅） ← 168丁目駅行き（96丁目駅）                       |
| B1 | 単式ホーム、左側ドアが開く | |
| B1 | 改札階                     | 改札、駅員詰所、メトロカード自動券売機 |
| B2 | 南行急行線                 | → 通過 → |
| B2 | 南行緩行線                 | → 深夜帯：モット・アベニュー駅行き（81丁目-自然史博物館駅）→ 平日：ブライトン・ビーチ駅行き（81丁目-自然史博物館駅）→ ユークリッド・アベニュー駅行き（81丁目-自然史博物館駅）→ |
| B2 | 単式ホーム、右側ドアが開く | |

駅は1932年9月10日に開業、2層構造で上層階を北行緩行・急行線が、下層階を南行緩行・急行線が通過しており、両緩行線の西側に単式ホームがある。
ホーム壁面には暗い青地に白のサンセリフ体で「86TH ST.」と書かれた駅名標があり、周りを黒で囲んでいる。また、黒地に白で「86」と書かれた小さな標もある。ホーム上に等間隔で立っている青い柱にはニューヨーク市地下鉄表情の黒地に白の駅名標が掲げられている。
2015年 - 2019年のMTAキャピタルプランにおいてこの駅は他のニューヨーク市地下鉄の30駅と共に駅改良工事第一段階の一環として駅構造の完全な見直しを受け、2018年6月4日から同年10月26日まで営業休止となり改装を行っている。改良内容は携帯電話サービスやWi-Fi、USB充電所、対話サービス勧告や地図の設置などである。ニューヨークシティ・トランジット・オーソリティは2017年6月1日に72丁目駅、カテドラル・パークウェイ-110丁目駅、163丁目-アムステルダム・アベニュー駅と当駅における改良工事の要求を許可、MTAの取締役会は2017年10月にECCO III Enterprises社と11億1000万ドルの契約を結んだ。

### 出口
当駅には改札口が3つあり、いずれも北行ホームと同じ階にある。終日開いている改札口は駅の南端にあり回転式改札機ときっぷ売り場、通りへの3つの階段がある。2つ目の改札口は駅の中心にあり87丁目へ出る事ができるほか、両ホームを結ぶ通路もここにある。3つ目の改札口は駅の北端にあり2つの回転式改札機と1つの退場用回転式改札機がある。こちらの階段には青のダイヤモンド形で「B」と書かれた案内が書かれているが（1986-1988年にはオレンジ色の物が使用されていた）、実際に使用される事は無く現在はデカールで修正されている。
- 階段1つ、セントラル・パーク・ウエストと西86丁目の交差点北西[8]。
- 階段2つ、セントラル・パーク・ウエストと西86丁目の交差点南西[8]。
- 階段1つ、セントラル・パーク・ウエストと西87丁目の交差点北西[8]。
- 階段1つ、セントラル・パーク・ウエストと西88丁目の交差点北西[8]。